# Igor Zlatanović
Igor Zlatanović (Užice, 10 de febrero de 1998) es un futbolista serbio que juega como delantero en el Hapoel Be'er Sheva de la Liga Premier de Israel.

## Trayectoria
Comenzó su trayectoria en las categorías inferiores del Partizán de Belgrado y sería internacional en todas las categorías inferiores de Serbia entre sub-16 y sub-21.
Durante la temporada 2018-19, en las filas del Radnik Surdulica, marcó 16 goles y dio 8 asistencias en 38 partidos disputados con su equipo entre liga y copa. Fue elegido como mejor jugador promesa de la liga serbia.
Comenzó la temporada 2019-20 en el Radnik Surdulica con el que jugó dos encuentros y marcaría un gol antes de abandonar al equipo serbio.
En julio de 2019 se convirtió en jugador del R. C. D. Mallorca de la Primera División de España durante cuatro temporadas. Un mes después fue cedido por una temporada al C. D. Numancia de la Segunda División y en septiembre de 2020 al C. D. Castellón de la misma categoría.
A finales de junio de 2021 fue traspasado al Maccabi Netanya F. C. israelí. Allí estuvo cuatro años antes de unirse, tras finalizar su contrato, al Hapoel Be'er Sheva.

## Clubes
| Club                     | País   | Año       |
| ------------------------ | ------ | --------- |
| Partizán de Belgrado     | Serbia | 2013-2016 |
| F. K. Teleoptik (cedido) | Serbia | 2015-2016 |
| Radnik Surdulica         | Serbia | 2016-2019 |
| R. C. D. Mallorca        | España | 2019-2021 |
| C. D. Numancia (cedido)  | España | 2019-2020 |
| C. D. Castellón (cedido) | España | 2020-2021 |
| Maccabi Netanya F. C.    | Israel | 2021-2025 |
| Hapoel Be'er Sheva       | Israel | 2025-     |

## Palmarés

### Títulos nacionales
| Título              | Club               | País   | Año  |
| ------------------- | ------------------ | ------ | ---- |
| Supercopa de Israel | Hapoel Be'er Sheva | Israel | 2025 |